# ザンデ語
ザンデ語（Zande）は、アダマワ・ウバンギ語派に属する言語である。話者はアザンデ族の人々であり、主にコンゴ民主共和国北東部、および南スーダン南西部に居住する。中央アフリカ共和国東部の一部地域にも居住する。話者人口は全世界で1,142,000人であり、うち730,000人がコンゴ民主共和国に、約350,000人がスーダン南部に、62,000人が中央アフリカ共和国のムボム州ラファイ等に居住している。記述にはラテン文字が用いられる。1978年には聖書のザンデ語版が出版されている。